# Joan Pañella Bonastre
Joan Pañella i Bonastre (Barcelona, 1916-ibíd. 1992) jardinero, profesor y cactófilo de la comunidad autónoma de Cataluña, España.
Su colección particular de cactus se mantiene en los jardines Mossèn Costa i Llobera de Barcelona.

## Honores

### Eponimia
La especie de cactus Opuntia panellana Backeb. fue dedicado por su clasificador, el botánico alemán Curt Backeberg, al técnico botánico catalán, en reconocimiento a sus contribuciones al conocimiento de los cactus de jardinería.